# Фрибурский франк
Фрибурский франк (нем. Franken) — денежная единица швейцарского кантона Фрибур в 1806—1850 годах. Франк = 10 батценов = 100 раппенов.

## История
В 1806 году начата чеканка монет кантона в раппенах и батценах. Монеты во франках чеканились только в 1813 году.
Конституция Швейцарии, принятая в 1848 году, устанавливала исключительное право федерального правительства на чеканку монеты. К этому времени монеты кантона уже не выпускались, их чеканка была прекращена в 1846 году. 7 мая 1850 года был принят федеральный закон о чеканке монет, в том же году начата чеканка швейцарских монет.

## Монеты
Чеканились монеты:
- биллонные: 21⁄2, 5 раппенов, 1⁄2, 1 батцен;
- серебряные: 5, 10 батценов, 4 франка[2].

## Банкноты кантона
До введения в 1850 году швейцарского франка банкноты банками кантона не выпускались. Банки кантона выпускали банкноты в 1851—1910 годах:
- Banque Cantonale Fribourgeoise — основан в 1850, выпускал банкноты в 1851—1910;
- Banque d’Etat de Fribourg — основан в 1893, выпускал банкноты в 1893—1910;
- Banque Populaire de la Gruyère — основан в 1853, выпускал банкноты в 1857—1890;
- Caisse d’Amortissement de la Dette Publique à Fribourg — основана в 1867, выпускала банкноты в 1874—1893;
- Caisse Hypothécaire du Canton de Fribourg — основана в 1854, начала выпуск банкнот ок. 1856, прекратила в 1881;
- Crédit Agricole et Industriel de la Broye — основан в 1866, выпускал банкноты в 1866—1910;
- Crédit Gruyérien — основан в 1871, выпускал банкноты в 1874—1890[3].

Федеральный закон о выпуске и изъятии из обращения банкнот был принят только в 1881 году. В 1891 году внесены изменения в Конституцию Швейцарии, которые выпуск банкнот также передавали в ведение федерации. В 1905 году был принят закон о Национальном банке Швейцарии. Банк начал операции и выпуск банкнот в 1907 году.